# Mega Man (personage)
Mega Man, bekend in Japan als Rockman, is het hoofdpersonage in de Mega Man-serie van computerspellen ontwikkeld door Capcom. Mega Man is in 1987 bedacht door Akira Kitamura en heeft de gelijkenis van een jongen in een robotpak.
Mega Man werd de mascotte van Capcom, en is in de computerspelindustrie een van de meest herkenbare personages. Mega Man verscheen in spellen voor ruim 30 verschillende spelcomputers, inclusief een aantal zogenaamde spin-offs of afgeleide spellen. Voorbeelden van deze spin-offs zijn Mega Man X, en in bijrollen Mega Man Zero Mega Man ZX En in een andere eeuw grotere rollen in  Mega Man Legends, Mega Man Battle Network en Mega Man Star Force. In maart 2014 zijn er van de spelserie ruim 30 miljoen exemplaren verkocht.
Naast computerspellen is er van het personage Mega Man ook een animatieserie verschenen, evenals speelgoed, strips en verzamelobjecten die wereldwijd zijn verkocht.

## In andere spellen
Mega Man verscheen ook in andere spellen als speelbaar personage, zoals in Marvel vs. Capcom: Clash of Super Heroes, Street Fighter X Tekken, Super Smash Bros. voor 3DS en Wii U en Super Smash Bros. Ultimate.